# Chloroclystis oribates
Chloroclystis oribates är en fjärilsart som beskrevs av Louis Beethoven Prout 1925. Chloroclystis oribates ingår i släktet Chloroclystis och familjen mätare. Inga underarter finns listade i Catalogue of Life.